# Jordi Lamelas
Jordi Lamelas Puertas (* 23. März 1970) ist ein ehemaliger andorranischer Fußballspieler.
Lamelas kam 1996 im ersten offiziellen Länderspiel von Andorra gegen Estland zum Einsatz. Weitere Berufungen folgten nicht. Er spielte unter anderem für den Verein UE Sant Julià.